# Musée national d'histoire de Lettonie
Le musée national d'histoire de Lettonie (en letton : Latvijas Nacionālais vēstures muzejs) se trouve à Riga.  Le bâtiment se trouve au Lāčplēša iela 106, Rīga, LV-1003.

## Histoire
Il est fondé en 1869, à partir de 1920 il était situé dans le Château de Riga puis à partir de 2004 il se trouvait dans trois immeuble de l'avenue de la Liberté, il est actuellement Lāčplēša iela. Il intègre aussi le musée Dauderi du Zāģeru iela 7, Rīga, LV-1005.

## Galerie de photos

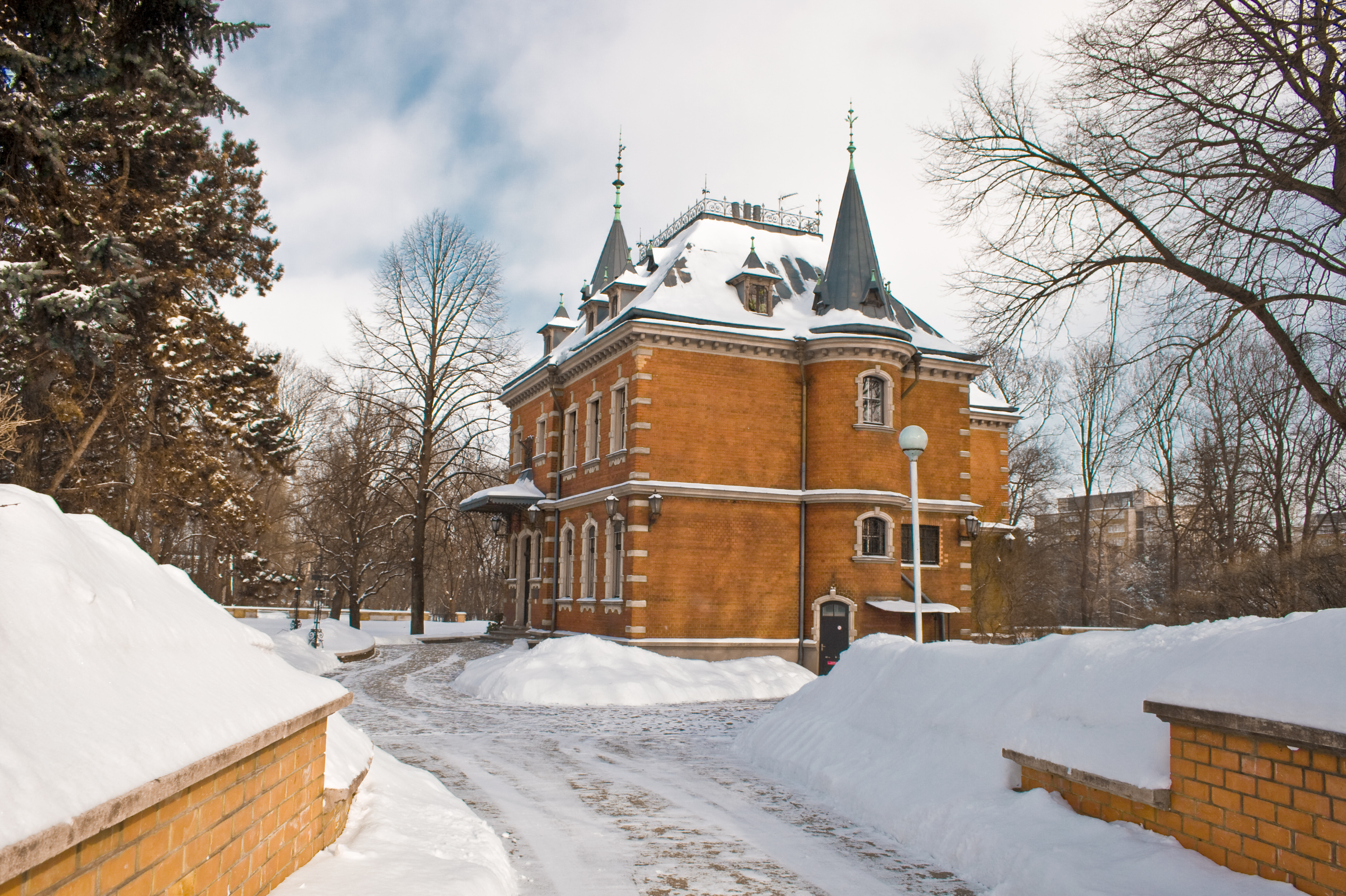
Le musée Dauderi
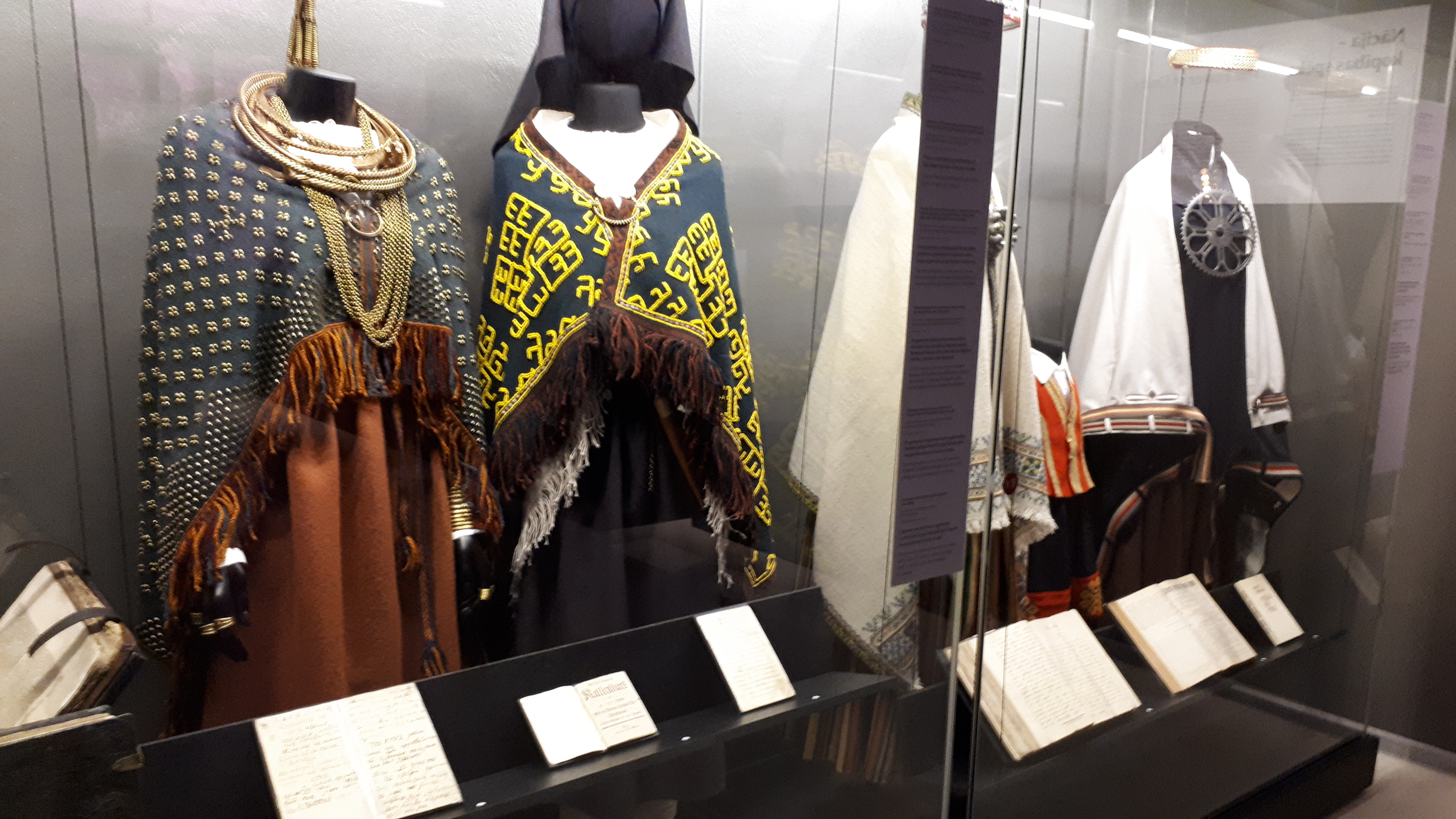
Habits.
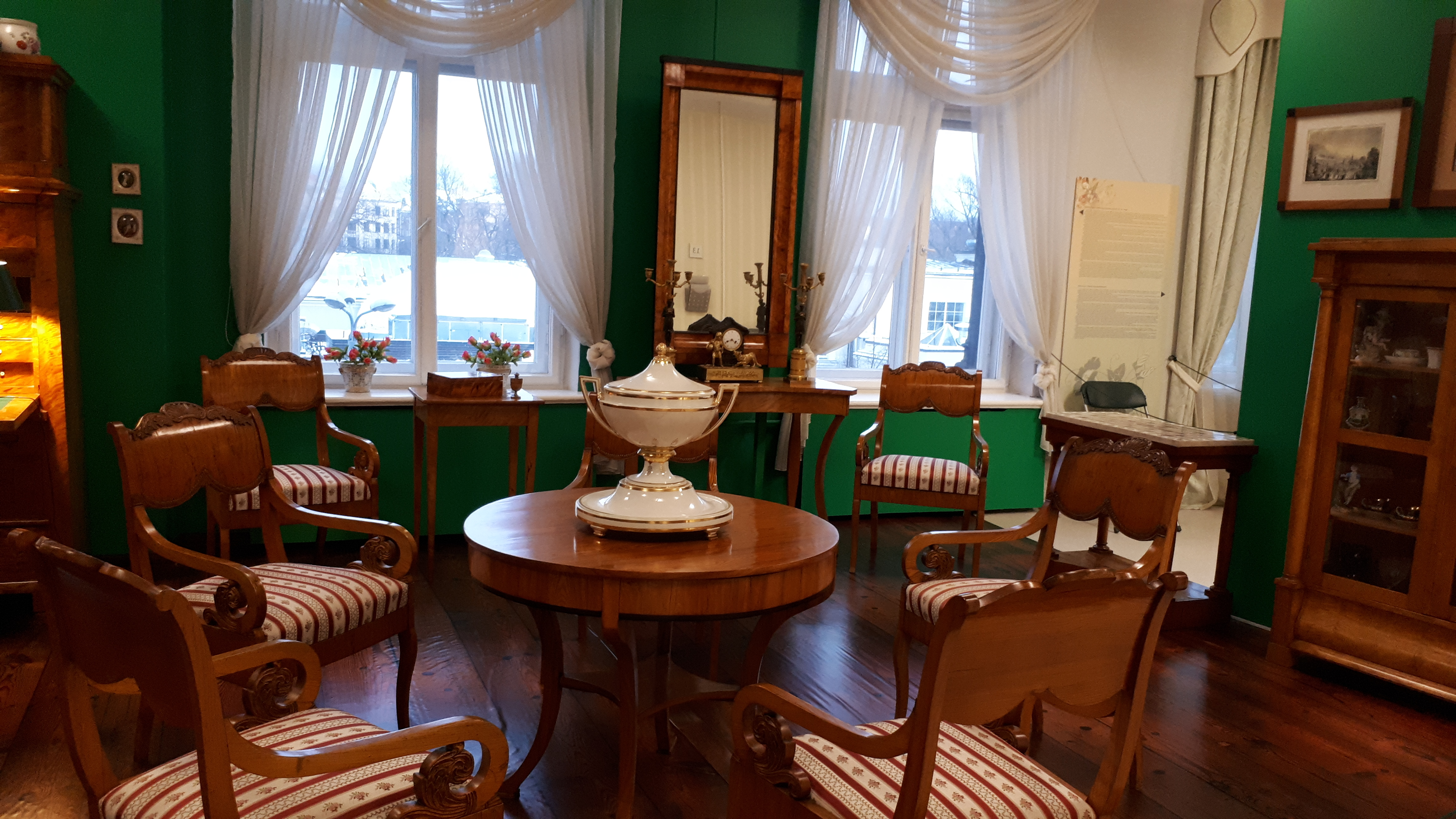
Salon.
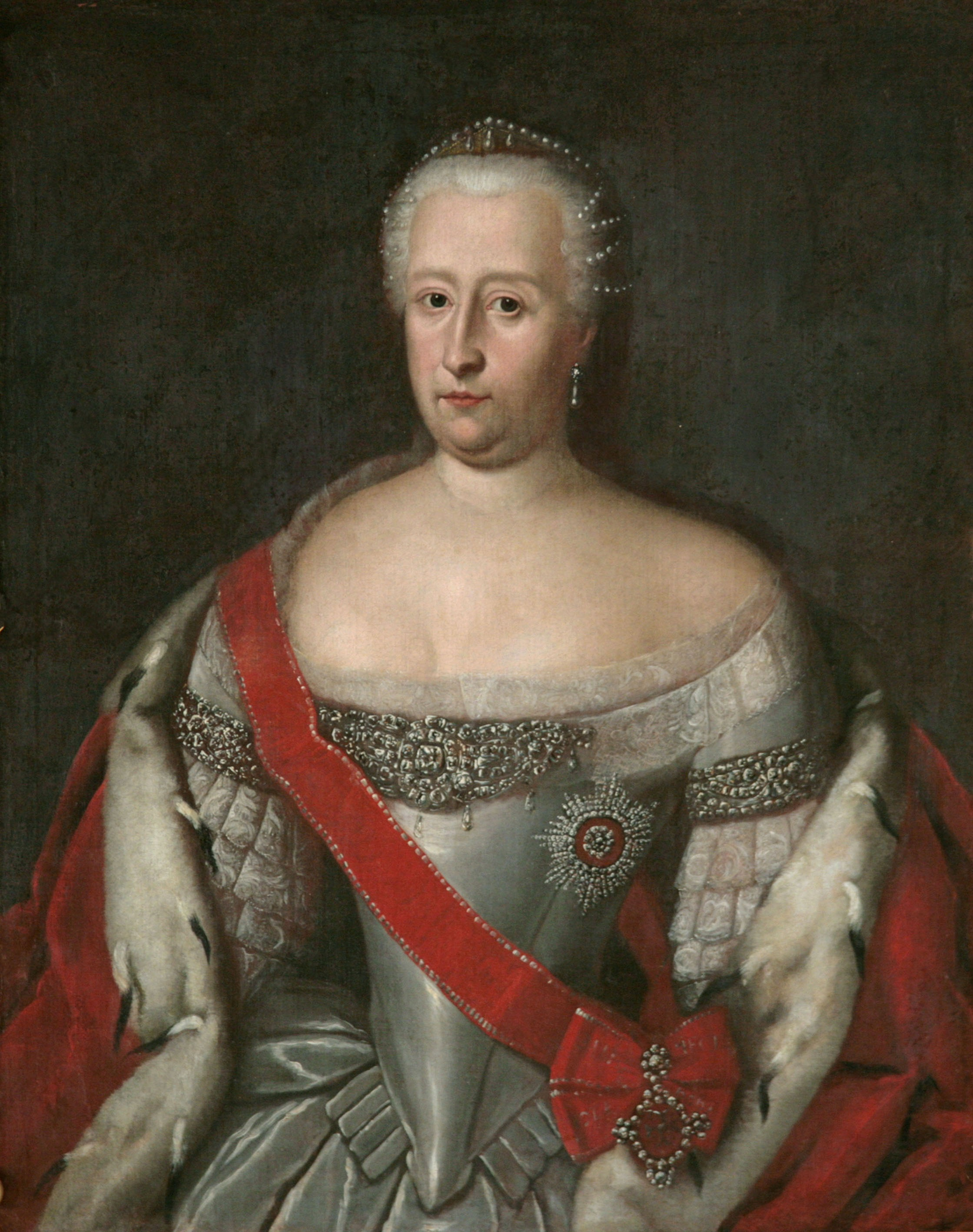
Duchesse de Courlande par Louis Caravaque.
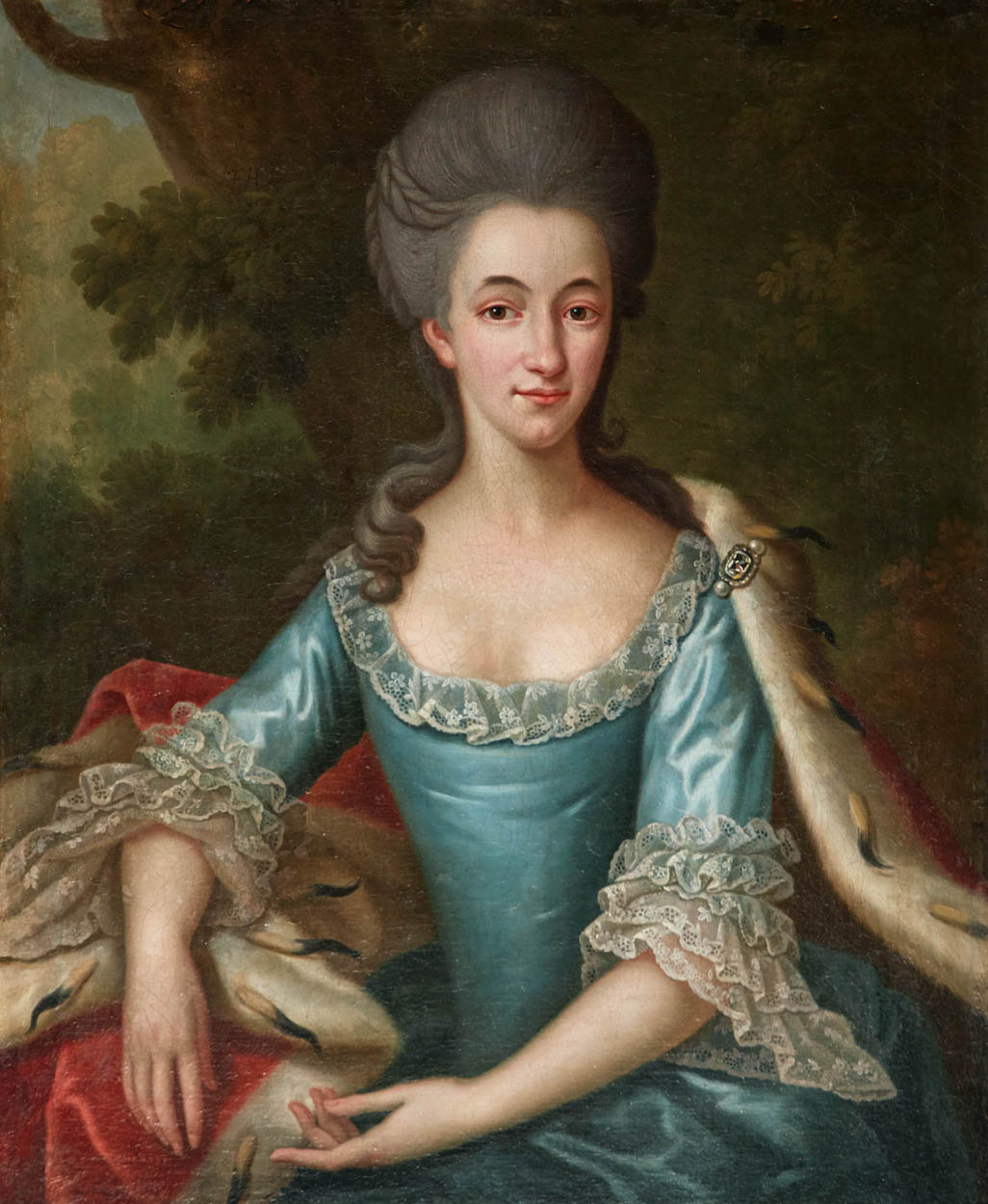
Anne Charlotte de Biron
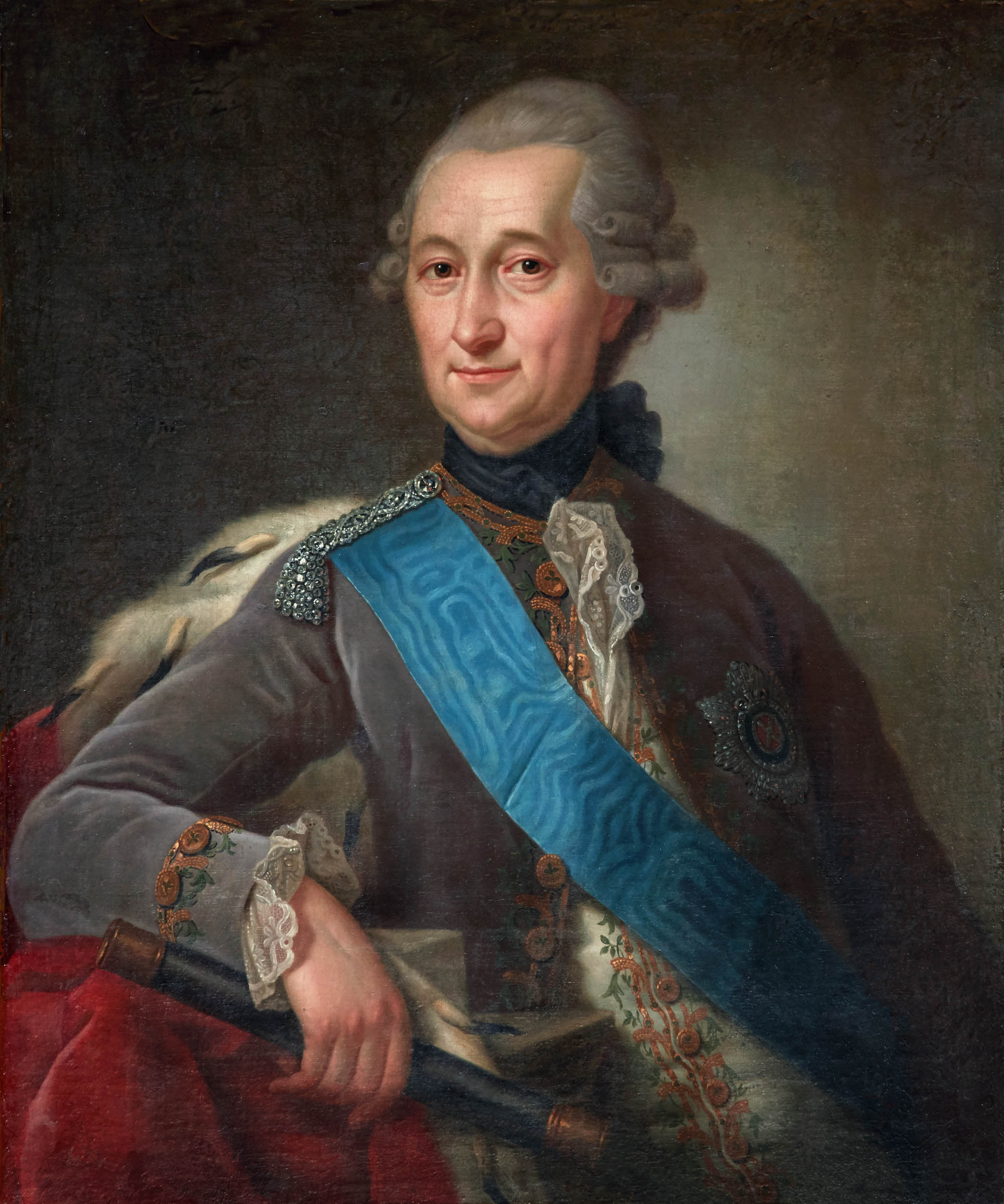
et M. de Biron par Friedrich Hartmann Barisien.